# Koźlątków
Koźlątków est une localité polonaise de la gmina de Lisków, située dans le powiat de Kalisz en voïvodie de Grande-Pologne.